# Миклош Фехер
Миклош Фехер (мађ. Miklós Fehér; 20. јул 1979 — 25. јануар 2004) био је мађарски фудбалер који је играо на позицији нападача.

## Клупска каријера
Своје прве фудбалске кораке начинио је у Ђеру за чији је сениорски тим играо три сезоне. Након тога је постао играч Порта, али није нашао своје место у првом тиму, па је играо у резервном тиму и био на позајмицама. Године 2002. је постао играч Бенфике.

### Смрт
Дана 25. јануара 2004. године Фехер је играо утакмицу против Виторије Гимараис у гостима на стадиону Стадион Д. Афонсо Енрикес. У надокнади је добио жути картон, а након тога се од бола савио напред, а затим срушио на земљу уназад. Доктори су улетели на терен покушавајући да га спасу кардиопулмоналном реанимацијом, а затим је пребачен у болницу где је касније те вечери констатована смрт. Узрок смрти је био акутни застој срца.

## Репрезентативна каријера
Фехер је за репрезентацију Мађарске дебитовао против Азербејџана 1998. године. Одиграо је укупно 25 утакмица и постигао седам голова.

## Статистика каријере

### Клупска
| Клуб                  | Сезона            | Лига                       | Лига    | Лига   | Куп     | Куп    | Европа  | Европа | Укупно  | Укупно |
| Клуб                  | Сезона            | Дивизија                   | Наступи | Голови | Наступи | Голови | Наступи | Голови | Наступи | Голови |
| --------------------- | ----------------- | -------------------------- | ------- | ------ | ------- | ------ | ------- | ------ | ------- | ------ |
| Ђер                   | 1995/96.          | Прва лига Мађарске         | 8       | 2      |         |        | —       | —      | 8       | 2      |
| Ђер                   | 1996/97.          | Прва лига Мађарске         | 29      | 8      |         |        | —       | —      | 29      | 8      |
| Ђер                   | 1997/98.          | Прва лига Мађарске         | 25      | 13     |         |        | —       | —      | 25      | 13     |
| Ђер                   | Укупно            | Укупно                     | 62      | 23     |         |        | 0       | 0      | 62      | 23     |
| Порто                 | 1998/99.          | Прва лига Португалије      | 5       | 0      | 2       | 0      | 1       | 0      | 8       | 0      |
| Порто                 | 1999/00.          | Прва лига Португалије      | 5       | 1      | 1       | 0      | 2       | 0      | 8       | 1      |
| Порто                 | Укупно            | Укупно                     | 10      | 1      | 3       | 0      | 3       | 0      | 16      | 1      |
| Порто Б               | 1999/00.          | Друга дивизија Португалије | 4       | 1      | —       | —      | —       | —      | 4       | 1      |
| Порто Б               | 2001/02.          | Друга дивизија Португалије | 3       | 1      | —       | —      | —       | —      | 3       | 1      |
| Порто Б               | Укупно            | Укупно                     | 7       | 2      | 0       | 0      | 0       | 0      | 7       | 2      |
| Салгеирос (позајмица) | 1999/00.          | Прва лига Португалије      | 14      | 5      | 2       | 1      | —       | —      | 16      | 6      |
| Брага (позајмица)     | 2000/01.          | Прва лига Португалије      | 26      | 14     | —       | —      | —       | —      | 26      | 14     |
| Бенфика               | 2002/03.          | Прва лига Португалије      | 17      | 4      | 1       | 0      | —       | —      | 18      | 4      |
| Бенфика               | 2003/04.          | Прва лига Португалије      | 13      | 3      | 2       | 0      | 4       | 1      | 19      | 4      |
| Бенфика               | Укупно            | Укупно                     | 30      | 7      | 3       | 0      | 4       | 1      | 37      | 8      |
| Укупно у каријери     | Укупно у каријери | Укупно у каријери          | 149     | 52     | 8       | 1      | 7       | 1      | 164     | 54     |

### Репрезентативна
| Мађарска | Мађарска | Мађарска |
| Година   | Наступи  | Голови   |
| -------- | -------- | -------- |
| 1998     | 3        | 1        |
| 1999     | 5        | 0        |
| 2000     | 4        | 4        |
| 2001     | 3        | 0        |
| 2002     | 7        | 1        |
| 2003     | 3        | 1        |
| Укупно   | 25       | 7        |

## Трофеји
Порто
- Прва лига Португалије: 1998/99.
- Куп Португалије: 1999/00.
- Суперкуп Португалије: 1998, 1999.

Бенфика
- Куп Португалије: 2003/04.

Индивидуални
- Мађарски фудбалер године: 2000.